# 古関彰一
古関 彰一（こせき しょういち、1943年7月18日 - ）は、日本の法学者。専門は憲法史。獨協大学名誉教授。前和光学園理事長。

## 来歴
東京都生まれ。早稲田大学大学院法学研究科修士課程修了。和光大学経済学部教授などを経て、1991年から獨協大学法学部教授。2015年10月より和光学園理事長に就任。2022年2月末まで務める。
1989年、『新憲法の誕生』で第7回吉野作造賞を受賞。

## 著書

### 単著
- 『新憲法の誕生』（中央公論社［中公叢書］、1989年／中公文庫、1995年）

英訳版 The Birth of Japan's Postwar Constitution, edited and translated by Ray A. Moore（Westview Press、1997）
- 増訂版『日本国憲法の誕生』（岩波現代文庫、2009年、増補版2017年）

- 『日本国憲法・検証 1945-2000――資料と論点（5）九条と安全保障』（小学館文庫、2001年）。竹前栄治監修
- 『「平和国家」日本の再検討』（岩波書店、2002年／岩波現代文庫、2013年）
- 『憲法九条はなぜ制定されたか』（岩波ブックレット、2006年）
- 『安全保障とは何か――国家から人間へ』（岩波書店、2013年）
- 『平和憲法の深層』（筑摩書房［ちくま新書］、2015年）
- 『対米従属の構造』（みすず書房、2020年）
- 『虚構の日米安保――憲法九条を棚にあげた共犯関係』（筑摩選書、2025年）

### 共著
- （星野安三郎）『日本国憲法平和的共存権への道――その世界史的意味と日本の進路』（高文研、1997年）
- （豊下楢彦）『集団的自衛権と安全保障』（岩波書店［岩波新書］、2014年）
- （豊下楢彦）『沖縄　憲法なき戦後　講和条約三条と日本の安全保障』（みすず書房、2018年）

### 編著
- 『GHQ民政局資料「占領改革」（1）憲法・司法制度』（丸善、2001年）

### 訳書
- キョウコ・イノウエ『マッカーサーの日本国憲法』（桐原書店、1994年）